# Лебухорський Роман Романович
Роман Романович Лебухорський (10 жовтня 1986, смт Золотий Потік, Україна — 12 березня 2022, Слобода-Кухарська, Україна) — український військовик, старший солдат Збройних сил України, учасник російсько-української війни.

## Життєпис
Роман Лебухорський народився у смт Золотому Потоці, нині Золотопотіцької громади Чортківського району Тернопільської області України.
Учасник Революції гідності. У 2014 році пішов добровольцем на російсько-українську війну. Служив у «Правому секторі», 10-й окремій гірсько-штурмовій бригаді та 109-му батальйоні «Едельвейс».
Загинув 12 березня 2022 року у селі Слободі-Кухарській Київської області. Похований 26 березня 2022 року у родинному селищі.

## Нагороди
- орден «За мужність» III ступеня (2 червня 2022, посмертно) — за особисту мужність і самовіддані дії, виявлені у захисті державного суверенітету та територіальної цілісності України, вірність військовій присязі[1].

## Вшанування пам'яті
21 квітня 2023 року на фасаді Золотопотіцького ліцею відкрили меморіальну дошку Романові Лебухорському.